# Diaspore (minéral)
Pour les articles homonymes, voir Diaspore.
Le diaspore est une espèce minérale de formule AlO(OH) avec des traces : Fe, Mn, Cr, Si. Les cristaux peuvent atteindre 40 cm.

## Historique de la description et appellations

### Inventeur et étymologie
Il a été décrit par René Just Haüy en 1801, du grec διασπείρειυ (diaspérein), « dispersion », en raison de sa fragmentation au feu.

### Topotype
- Mramorsk Zavod, village de Kosoi Brod, Iekaterinbourg, région de l'Oural en Russie.
- Les échantillons types sont déposés au Muséum national d'histoire naturelle de Paris.

### Synonymes
- Diasporite : synonyme répandu dans les publications anglo-saxonnes.
- Diasporogélite (Tučan 1913)[4]
- Empholite (Igelström 1883)[5]
- Kayserite (Walther 1921)[6]
- Tanatarite (Petrushkevich 1926) : dédiée au professeur Joseph Tanatar, de l'Institut minier d'Ekaterinoslav, Russie[7].
- Zultanite : dérivé du mot sultanite, désigne la qualité gemme de ce minéral trouvé en Turquie[8].

## Caractéristiques physico-chimiques

### Variétés et mélanges
Mangan-diaspore : seule variété reconnue, c'est un diaspore manganésifère pour un ratio Al/Mn de 1/59. Il a été décrit par le minéralogiste Chudoba en 1929. Cette variété est présente à Glosam mine, Postmasburg, Cap-du-Nord, Afrique-du-Sud.

### Cristallochimie
- Le diaspore est dimorphe de la Boehmite.
- Le diaspore sert de chef de file à un groupe de minéraux isostructuraux.

Groupe du diaspore
Il s'agit d'espèces minérales de formule générique X+3O(OH) tous du système cristallin orthorhombique, formé de métaux oxyhydroxylés. Le diaspore le plus courant est le chef de file d'un groupe qui comprend :
- Bracewellite : CrO(OH)
- Diaspore : AlO(OH)
- Goethite : Fe+3O(OH)
- Groutite : Mn+3O(OH)
- Montroséite : (V,Fe)+3O(OH)
- Tsumgallite : GaO(OH)

### Cristallographie
- Paramètres de la maille conventionnelle : {\displaystyle a} = 4,397 Å, {\displaystyle b} = 9,421 Å, {\displaystyle c} = 2,843 9 Å ; Z = 4 ; V = 117,81 Å3
- Densité calculée = 3,38 g cm−3

## Gîtes et gisements

### Gîtologie et minéraux associés
Le diaspore se trouve :
- dans les calcaires cristallins, argileux ;
- comme composant de la bauxite ;
- accompagnant le corindon dans l'émeri ;
- dans les dépôts hydrothermaux des pegmatites alcalines.

Il est associé aux minéraux suivants : boehmite, chlorites, corindon, gibbsite, halloysite, hématite, kaolinite, lépidocrocite, magnétite, margarite, sillimanite, spinelles.

### Gisements producteurs de spécimens remarquables
- Canada

Jeffrey mine, Asbestos, Les Sources RCM, Estrie, Québec
- France

Mines du Costabonne, Prats de Mollo-La Preste, Céret, Pyrénées-Orientales, Occitanie
Chantel, Saint-Ilpize, Lavoûte-Chilhac, Haute-Loire, Auvergne
- Madagascar

Matory, Département de Nosy Varika, Faritra Vatovavy-Fitovinany, Faritany Fianarantsoa
- Russie

Mramorsk Zavod, Village de Kosoi Brod, Iekaterinbourg, région de l'Oural

## Exploitation des gisements
Le diaspore est, avec la gibbsite et la boehmite, l'un des trois principaux composants des bauxites, à ce titre il est un important minerai d'aluminium.